# Silberstempel
Silberstempel, auch Silberpunzen oder Silbermarken, sind die mit Hammer und Punze eingeschlagenen Abdrücke auf Geräten und Schaustücken aus Silber, die Herkunft und Feingehalt des betreffenden Objektes kennzeichnen.

## Eigenschaften
Dabei sind zu unterscheiden:
- Das individuelle Zeichen des Herstellers (Marke des Meisters, der Werkstatt oder Fabrik, Meisterzeichen, MZ),
- Die eigentlich von einem städtischen Kontrollorgan, aber oft auch vom Hersteller selbst angebrachte Stadtmarke (Beschauzeichen, BZ),
- Der Feingehaltsstempel, der den reinen Silberanteil wertmäßig kennzeichnet,
- Der Jahresbuchstabe, der mancherorts das Herstellungsjahr in codierter Form angibt,
- Daneben verschiedene andere Kontroll- und Steuerstempel,
- Sowie Auftrags- und Modellnummern.

Die überwiegende Zahl deutscher Silberarbeiten des Kunsthandwerks vor 1888 ist nur mit Stadt- und Meistermarken bezeichnet. Die Stempelung ermöglicht heute, einen großen Teil der historischen Silberobjekte lokal und zeitlich einzuordnen. Für eine Reihe von Ländern, Kunstlandschaften und Städten sind dazu Markenverzeichnisse veröffentlicht worden.

## Voraussetzungen
In den meisten Epochen der Geschichte war der Materialwert eines silbernen Gegenstandes gleich welcher Art weit höher als der Kostenanteil für die an dem Stück aufgewandte Arbeit. Daher besteht von alters her ein Bedürfnis, Edelmetall, das Gegenstand des Handels ist, zur Kennzeichnung seiner Unverfälschtheit zu stempeln. So war schon im Altertum das Münzgeld entstanden, als der Herrscher sein Bild oder Zeichen auf das von ihm in standardisierten Mengen in Umlauf gebrachte Edelmetall (Münzen, Barren) setzte. Die Mark verdankt diesem Markierungsprinzip ihren Namen.
Mit dem Entstehen der Zünfte im Mittelalter wuchs das Bedürfnis nach einem Kontrollsystem, um Ursprung und Feingehalt der Arbeiten von Gold- und Silberschmieden zu kontrollieren und zu garantieren. Dies lag nicht nur im Interesse der Abnehmer, sondern auch in dem der um ihren Ruf und ihren Markt besorgten Zünfte und Städte.

## Die deutsche Silberstempelung bis 1888

### Der Feingehalt und seine Prüfung
| Lot | Tausendstel | Legierungsstufe                     |
| --- | ----------- | ----------------------------------- |
| 16  | 1000        | Feinsilber                          |
|     | 958,3       | Britanniasilber (New Sterling)      |
| 15  | 937,5       |                                     |
|     | 925         | Sterling                            |
| 14  | 875         |                                     |
|     | 830         | Skandinavischer Standard            |
| 13  | 812,5       |                                     |
|     | 800         | Deutscher Mindestfeingehalt ab 1888 |
| 12  | 750         | Um 1800 üblicher Mindestfeingehalt  |

Reines Silber wurde und wird nur selten handwerklich verarbeitet. Es ist zu weich und wird daher mit Kupfer legiert. Weil eine Silberlegierung noch bis zu einem Anteil von 50 % Kupfer weißen Silberglanz zeigt, ist ihr Feingehalt, also der Anteil an reinem Silber, nicht ohne weiteres erkennbar. Das Maßsystem für Silberlegierungen war im Alten Reich eine Skala von 16 Lot, entsprechend der ursprünglichen Gewichtsteilung der mittelalterlichen „Mark Silber“.
Direkte Angaben des Feingehaltes finden sich bei älteren deutschen Silberarbeiten weniger, erst vereinzelt seit dem 17. Jahrhundert, gelegentlich im 19. Jahrhundert, meist um einen höherwertigen Feingehalt (13 Lot, 14 Lot) als den üblichen hervorzuheben. Auch einige Stadtstempel zeigen zu gewissen Zeiten den in Lot angegebenen Feingehalt an (zum Beispiel Dresden, Wien, Düsseldorf, Heidelberg, Köln). Prinzipiell war es ja Sinn des Stadtstempels, den jeweils vorgeschriebenen (Mindest-)Feingehalt zu garantieren. Siehe auch Feingehaltstempel.
Zur Überprüfung des Feingehalts bediente man sich der Strichprobe, die schon in der Antike bekannt war: Silber hinterlässt auf einem mattgeschliffenen Stein einen Strich von je nach Legierungsgrad charakteristischer Farbe. Den Abrieb bestimmter Silberstäbchen aus einem Bündel sogenannter „Probiernadeln“ mit skalierten Legierungsstufen vergleicht man dabei mit denen des zu prüfenden Objekts. Genauere Ergebnisse liefert die Kupellenprobe, bei dem etwas von dem zu prüfenden Silber mit Blei verschmolzen wird; dabei geht der Kupferanteil in die Bleilegierung über und das verbleibende Silber kann gewogen werden.

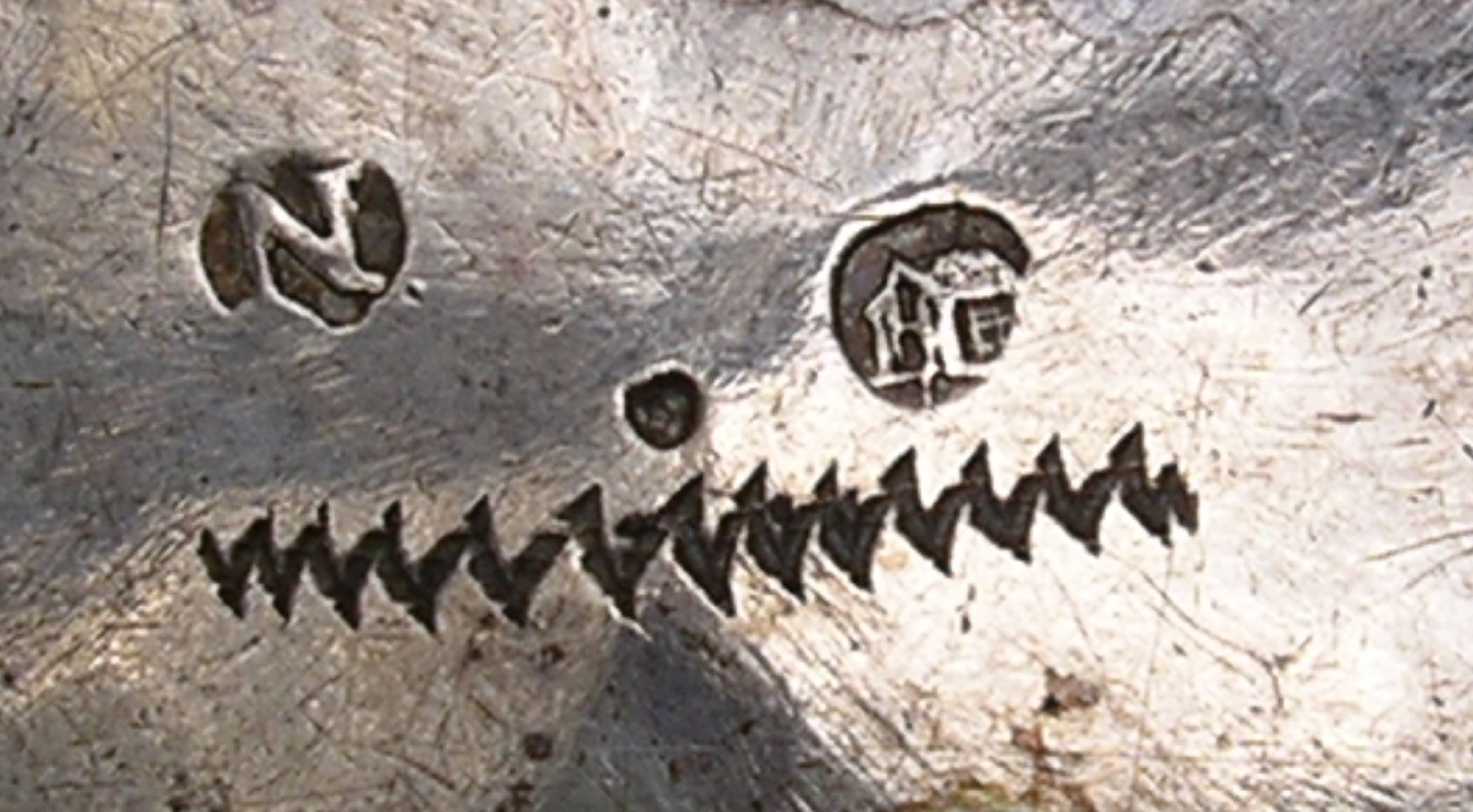
Tremolierstich unter einem silbernen Becher von J. Haussner, Nürnberg, 1662

### Tremolierstich
Wenn eine Probe mit einem flachen Stichel abgenommen wird, spricht man von „Stichprobe“ und weil der Stichel dabei  wie beim Flecheln „wackelnd“ über die Silberoberfläche (meist unter dem Boden des Untersuchungsgegenstandes) geschoben wird, nennt man diese Spur  „Tremolierstich“ (von it. „tremolo“, Zittern. Auch „Tremulierstich“, im 18. Jahrhundert auch "Schwiebelierstich"). Der dabei abgehobene zickzackförmige Span wird mit solchen von anderen Werken des zu kontrollierenden Meisters gesammelt, um eine besser messbare Materialmenge zu bekommen.

### Stadtmarken (Beschauzeichen)

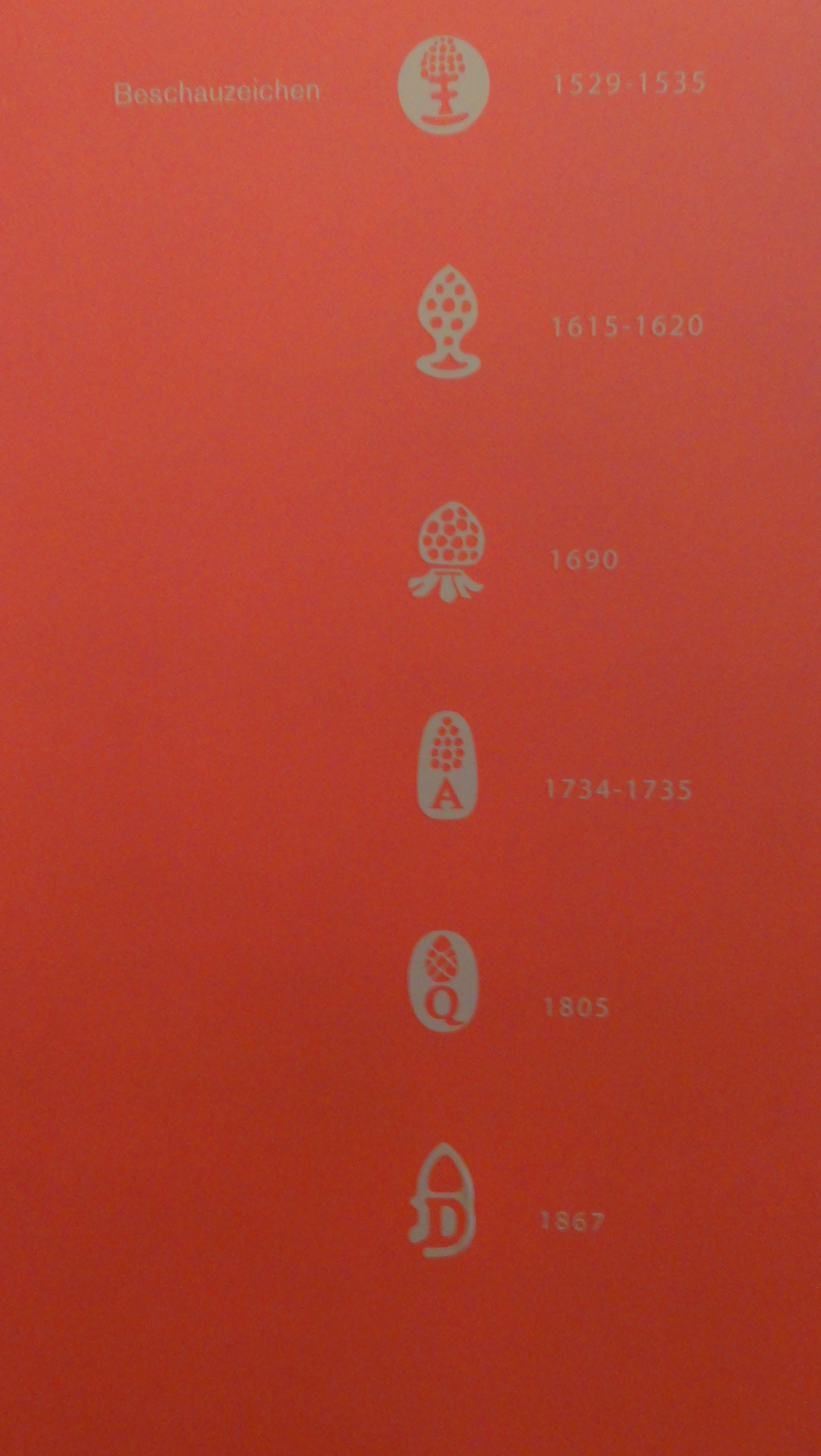
Augsburger Beschauzeichen, zum Teil mit integriertem Jahresbuchstaben (Auswahl)

Ausführende dieser Feingehaltsprüfungen sollten eigens von der Zunft oder der Obrigkeit bestellte Beschaumeister oder Wardeine sein. Als Nachweis ihrer Prüfung setzten sie einen gepunzten Stempelabdruck, das Beschauzeichen, meist in Form des Stadtwappens, aber auch einen Buchstaben oder ein bestimmtes Symbol, auf die sichtbare Oberfläche oder an eine versteckte Stelle des Stückes. Die älteste Stempelvorschrift ist aus Straßburg (1363) überliefert, später auch in nahezu allen anderen einschlägigen Zunftordnungen.
Doch wurde die regelmäßige Prüfung des Feingehaltes nicht konsequent an allen Orten und zu allen Zeiten befolgt, auch wenn seit der frühen Neuzeit das Nebeneinander von Beschauzeichen (Stadtmarke) und Meistermarke zur Regel wurde und die Handwerksordnungen der Städte regelmäßig die Pflicht zur Beschau proklamierten. Vielfach waren die Kontrollen lax, und die Werkstätten schlugen einfach ihre eigene Stadtpunze neben ihr Meisterzeichen. Fehlt eine Stadtmarke neben dem Meisterzeichen ganz, stammt die Arbeit oft aus einer kleinen Stadt, in der ohne eine Zunftorganisation nur einer oder wenige Meister tätig waren. Arbeiten mit geringem Gewicht sind häufig nicht gestempelt. Auch bei Stücken aus mancher größeren Stadt Deutschlands muss man damit rechnen, dass zwischen der Auflösung der Zünfte in der ersten Hälfte des 19. Jahrhunderts und der Einführung der Reichsstempelung im Jahre 1888 die üblichen Marken teilweise oder ganz fehlen.

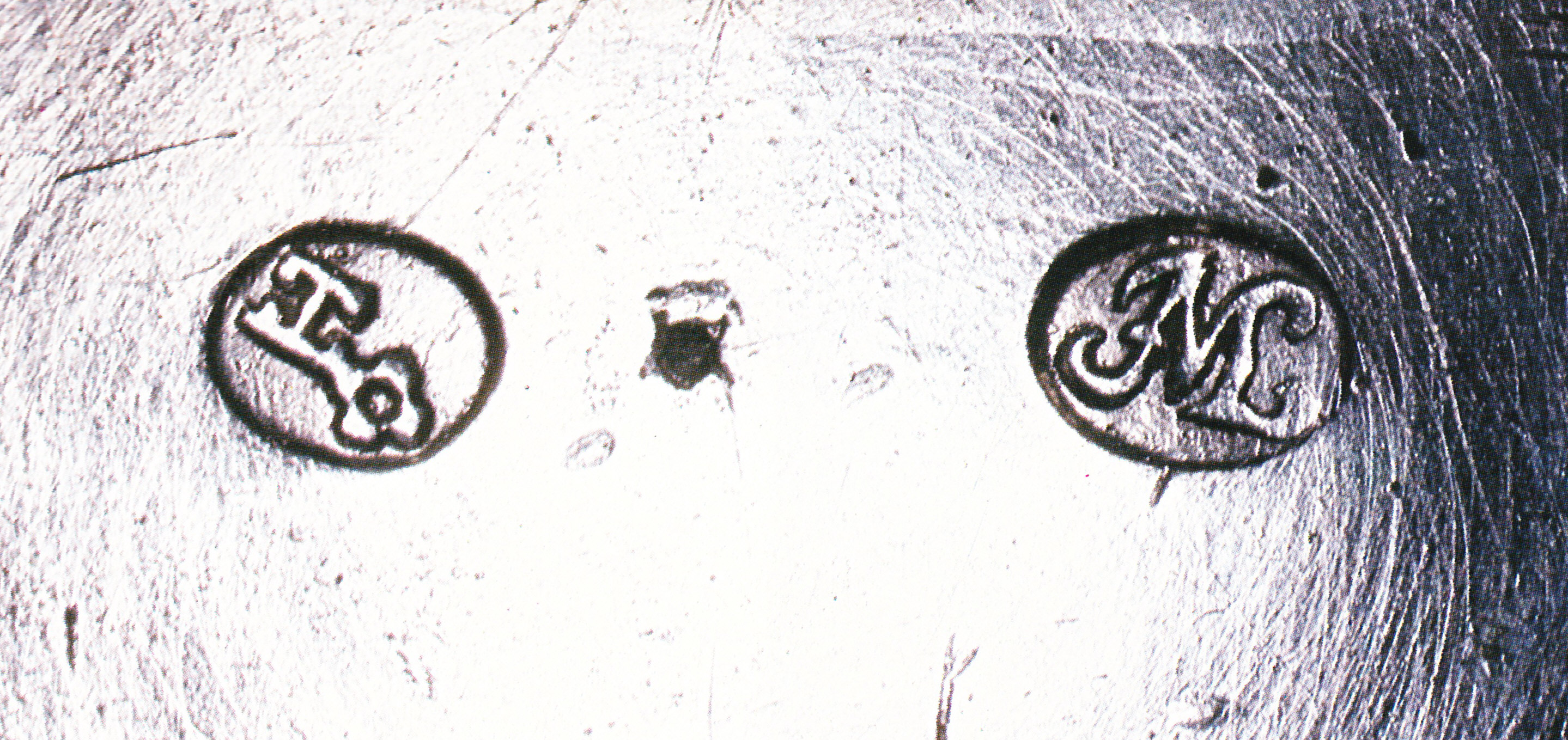
Beispiel einer deutschen Silberstempelung zur Zeit der Zünfte: Schlüssel (= Stadtmarke Bremen) und JML (Jacob Müller), um 1690

### Meisterzeichen
Üblicherweise besteht die Meistermarke aus den Initialen des Werkstattinhabers. Daneben gibt es sie im 16. Jahrhundert noch in der Form von Hausmarken, wie man sie auch als Steinmetzzeichen kennt, und zu allen Zeiten auch sprechende Symbole (z. B. Zeichen Fisch für den Namen Fischer). Da Punzen verloren gehen und sich abnutzen, können mehrere ähnliche Zeichen des gleichen Meisters zeitgleich oder nacheinander existieren. Drei oder mehr Buchstaben in einer Initialenfolge deuten nicht notwendig auf mehrere Vornamen hin, es können auch Silbenanfänge gemeint sein. (Beispiel: JHTM = Johann Henrich Tiedemann). Stempel des 19. und 20. Jahrhunderts sind deutlich präziser geschnitten als die älteren und nennen oft den ganzen Namen.

### Jahresbuchstaben
Die für die Datierung von Silberarbeiten den heutigen Sammlern und Kunstwissenschaftlern so hilfreichen Jahresbuchstaben dienten ursprünglich nur der besseren Kontrolle des Vorgangs der Feingehaltsprüfung. Sie ergänzen die Stadtmarke, sind manchmal in diese integriert (Hamburg ab 1688, Augsburg ab 1734), manchmal mit einer separaten Punze eingeschlagen. Von Periode zu Periode wechseln die Buchstaben nach der alphabetischen Reihenfolge und nach jedem Durchlauf wurde eine andere Typographie und Schildform gewählt. Die Periodisierung des Jahresbuchstabens entspricht oft den Amtszeiten der Beschaumeister, folgen also nicht unbedingt den Jahreswechseln. Im Gegensatz zu England und den Niederlanden ist im deutschen Silber der Jahresbuchstabe eher unüblich, nur in einigen größeren Städten wurde er in der Beschauordnung vorgeschrieben. 

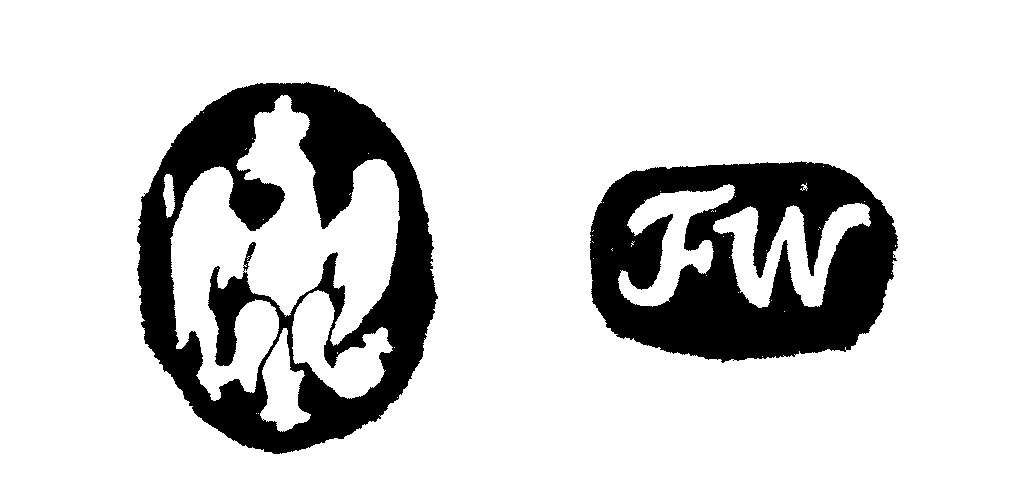
Steuerquittungsstempel, Preußen, ab 1809

### Steuerstempel
In der deutschen Silberstempelung sind Repunzierungen, also nachträglich eingeschlagene Marken zu Prüf-, Garantie-, Nachweis- oder Steuerzwecken selten, da es hier keine behördliche Feingehaltsprüfung gibt. Am bekanntesten sind die Steuerquittungsstempel mit dem „FW“, die unter dem Preußenkönig Friedrich Wilhelm III. nach 1809 gebraucht wurden.

## Deutsche Silberstempelung ab 1888

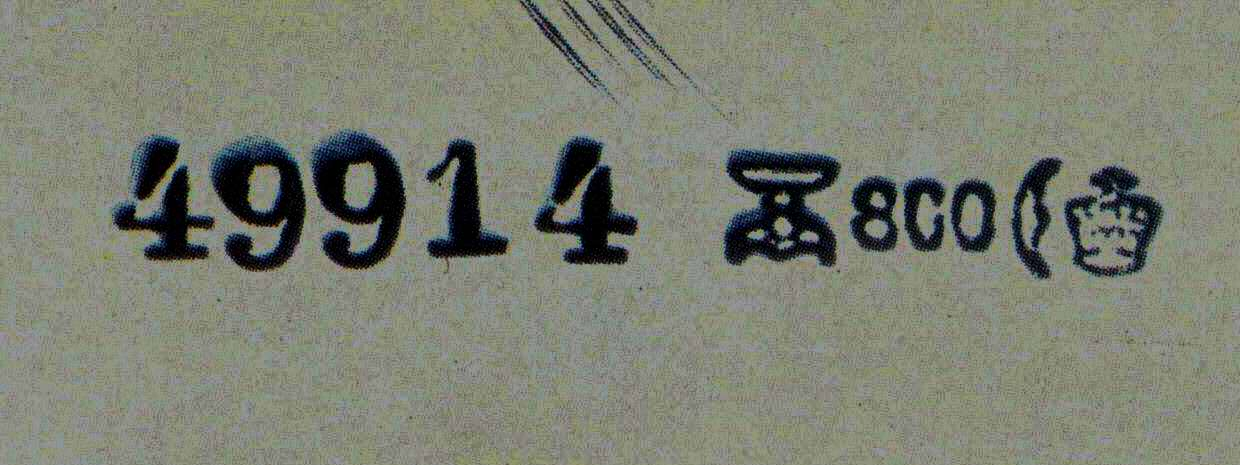
Schema der deutschen Silberstempelung nach 1888. Modellnummer, Fabrikmarke (Koch&Bergfeld Bremen), Feingehaltsstempel 800, sowie Reichsstempel: Halbmond (=Silber) und Krone (=Deutsches Reich)

Im Zuge der Übertragung von Kompetenzen auf das 1871 neuentstandene Deutsche Reich wurden auch die Stempelungsvorschriften national vereinheitlicht. Danach konnte fortan nach Maßgabe des Reichsgesetzes gestempelt werden. Einen gesetzlichen Zwang zur Stempelung gab und gibt es aber nicht. Die Stempelung ist seither fakultativ. Die Stempelung bei Gerät kann – im Gegensatz zu Schmuck – nur von Firmen vorgenommen werden. 1884 legte ein Reichsgesetz, das im Wesentlichen bis heute gültig ist, neue Mindestfeingehalte und 1886 die Form der Stempelzeichen fest. Zusammen bestimmen seitdem die beiden Gesetze den ab 1888 geltenden Markenstandard der sogenannten Reichsstempelung: Die Kaiserkrone (Bügelkrone) steht für das Deutsche Reich, der Halbmond für Silber, die Feingehaltszahl wird in Tausendsteln angegeben und muss „800“ oder darüber betragen, eine Herstellermarke der Fabrik oder Werkstatt ist obligatorisch. Zu diesen vier Stempeln kam häufig noch eine Muster- oder Auftragsnummer, wenn das Objekt aus einer der großen (z. B. Bruckmann, Wilkens, Koch & Bergfeld) Silberwarenfabriken stammte, die zwischen Mitte und Ende des Jahrhunderts gewaltig expandiert hatten. Sie kann Rückschlüsse erlauben auf Auftraggeber und Entstehungszeit. Ausgeführt wird die gesamte Stempelung in der Regel beim Hersteller selbst, der neben dem Verkäufer als Garant des Silbergehaltes auftritt; eine behördliche Prüfung oder Kontrolle fand und findet in Deutschland nicht statt. Unübersichtlich wird die Herkunftsbestimmung in den gar nicht so seltenen Fällen, wo ein Endverkäufer sich gleich „ab Werk“ den Namen seiner Juwelier- oder Goldschmiedewerkstatt dazustempeln ließ, um an dem mit Maschinenhilfe in den Silberwarenfabriken gefertigten, aber von ihm vertriebenen Produkt den Makel der Fabrikherstellung zu kaschieren. Sowohl die Produktion von Besteck als auch von silberner Korpusware war ja um die Mitte des 19. Jahrhunderts im Laufe weniger Jahrzehnte von den kleinen handwerklichen Werkstätten an Fabriken übergegangen, die mit Dampfmaschinen, Pressen, Drückbänken und Walzen Silberwaren in Serie für einen überregionalen Absatzmarkt herstellten.

## Ausländische Stempelung
Für ausführlichere Darstellungen siehe die entsprechenden Artikel in den jeweiligen fremdsprachlichen Wikipedia-Enzyklopädien. In der Randspalte links befinden sich die passenden Links.

### Schweiz
Die traditionelle, der deutschen entsprechende Stempelung wurde mit der großen Verfassungsreform von 1848 verändert, die Ausführung blieb jedoch den Kantonen überlassen. 1887 wurde sie national vereinheitlicht, 1893 erneut geändert. Die Kontrollstempel (Bär für 875, Auerhahn für 800) enthalten je einen Buchstaben, der den Kanton angibt.

### Niederlande

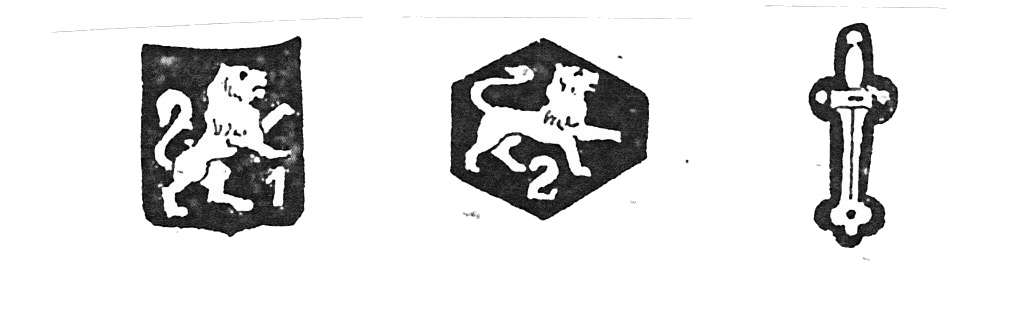
Feingehaltsstempel für 934er (1) und 833er Silber (2) sowie für kleinere Arbeiten. Niederlande, 1814–1953

Die Niederlande kennen neben dem Meister- und Stadtstempel seit dem 17. Jahrhundert landeseinheitliche Feingehalts-Garantiestempel, die bis 1806 einen Silberanteil von 875/1000 garantierten. Seit 1814 sind zwei Standards zu unterscheiden, die 833/1000 oder 934/1000 kennzeichnen. Die entsprechenden Stempel, 1953 nur geringfügig verändert, gelten bis heute. Seit 1810 werden Jahresbuchstaben hinzugefügt.

### England

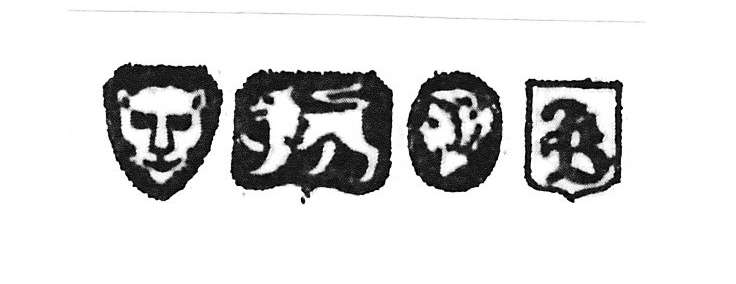
Schema der englischen Silberstempelung. Leopardenkopf (leopards head =London), schreitender Löwe (lion passant =Feingehalt 925 [Sterling Silver=Sterling Silber]), Königin Victoria (duty mark =Gebührenstempel), Jahresbuchstabe K (=1845). Meistermarke nicht abgebildet.

Die englische Silbermarkierung besteht seit dem 16. Jahrhundert in der Regel aus vier, zeitweise auch fünf sauber nebeneinandergesetzten Einzelpunzen (Hallmark):  der Stadtmarke (z. B. in London der gekrönte Löwenkopf, leopards head), der Jahresbuchstabe (jährlich wechselnd in Typographie und Schildform), das Meisterzeichen und ein Feingehaltszeichen (es unterscheidet zwei Sterling-Standards: der lion passant, ein von der Seite gesehener schreitender Löwe, kennzeichnet 925/1000; die Britannia, eine neben ihrem Schild sitzende allegorische Frauengestalt, verweist auf den new Sterling-Feingehalt von 958/1000). Von 1784 bis 1890 kam noch ein fünfter, als Quittung dienender Gebührenstempel mit dem Profilkopf des jeweiligen Herrschers hinzu.

### Frankreich
Auch in Frankreich zeigte das Markenbild des Meisterzeichens meist Initialen der Herstellerwerkstatt, mancherorts durch ein Stadtsymbol ergänzt. Ab 1672 wurden ein, ab 1681 zwei Kontrollstempel angebracht, die entsprechende Gebühreneintreibung war bis 1791 verpachtet. Seit 1797 galten neue Regeln: Der Staat übernahm die Feingehaltsprüfung und quittierte diese mit dem poinçon de titre, der seit 1838 die Minerva zeigt. Charakteristisch für diese und andere französische Kontrollstempel seit dieser Zeit ist ihre winzige, aber präzise und modelliert ausgearbeitete Zeichnung. Die Initialen des Herstellerzeichens sind jetzt von einer Raute umschlossen. Insgesamt ist die Geschichte der französischen Stempelung kompliziert und unübersichtlich, bisher auch nicht lückenlos dargestellt. Eine knappe Zusammenfassung ist kaum möglich.

### Russland
Bis 1899 wurden Silberarbeiten mit Meisterzeichen, Stadtmarke, oft einem Jahresbuchstaben und üblicherweise mit dem Feingehaltsstempel „84“ für 875/1000 gestempelt. Letzterer hatte 1899 bis 1908 querovale Form und zeigte über der „84“ ein Mädchenprofil nach links, 1908 bis 1917 nach rechts. 1927 wird es durch den Kopf einer Arbeiterin mit Kopftuch ersetzt, 1958 durch einen Stern mit Hammer und Sichel. Ein Feingehalt von „94“ solotniki entspricht 980/1000.

### Europäische Konvention

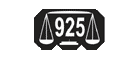
Common Control Mark für 925er Silber

Ein 1972 von den damaligen EFTA-Staaten initiiertes Abkommen („Wiener Konvention“, „Hallmarking Convention“) sieht eine Harmonisierung der Punzierungssysteme aller Kontraktstaaten vor. Die Einführung einer gemeinsamen Punze (engl.: „Common Control Mark“ (CCM)) soll den internationalen Handel mit Edelmetallartikeln erleichtern. Dem Vertrag sind eine Reihe von Staaten, u. a. Großbritannien, Israel, Polen und die Niederlande, die Schweiz und Österreich, nicht jedoch Frankreich und Deutschland beigetreten. Das Zeichen für Silber besteht aus der Feingehaltszahl zwischen zwei Waagschalen in einer polygonalen Fläche. Diese „Gemeinsame Marke“ wird durch das jeweilige nationale Kontrollamt angebracht und ergänzt durch die Marke dieses Amtes, eine „Verantwortlichkeitsmarke“ (Herstellerzeichen) und eine separate Feingehaltsangabe.

## Marken auf versilberter Ware

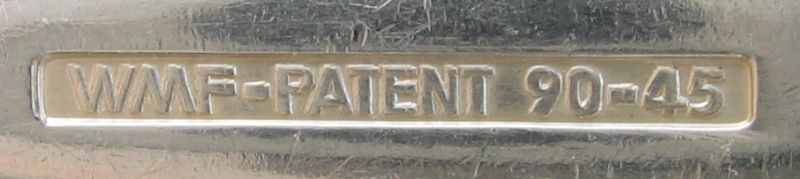
Stempelung einer versilberten Gabel mit 90-g-Versilberung

Die Stärke der Versilberung auf Bestecken und Tafelsilber wird meist mit einem gestempelten Zahlenwert angegeben. Die Zahl (zwischen 84 und 180) beziffert dabei die auf 2400 cm2 Oberfläche (entspricht etwa der von 12 Gabeln und 12 Löffeln) aufgebrachte Menge Feinsilber in Gramm.
Die Buchstabenfolge EP weist auf eine galvanische Versilberung (electroplated) hin, EPNS bedeutet elektroplattiertes Nickelsilber, EPBM elektroplattiertes Britanniametall.

### Bestimmungshandbücher zu deutschen Silbermarken
- Marc Rosenberg: Der Goldschmiede Merkzeichen. 4 Bände. 3., erweiterte und illustrierte Auflage. Frankfurter Verlags-Anstalt, Frankfurt am Main 1922–1928. Das grundlegende Handbuch ist auch als Reprint erschienen. Die Bände 1(A–C), 2(D–M) und 3(N–Z) zu den deutschen Städten, Band 4 über die Punzierung im Ausland. Die dritte Auflage ist für Grundsätzliches und für viele Orte auch heute noch das wichtigste Nachschlagewerk. Nachteil: Ab etwa 1800 nimmt die bis dahin noch aussichtsreiche Trefferquote rapide ab.
- Waltraud Neuwirth: Markenlexikon für Kunstgewerbe. Band 1: Deutschland. Edle und unedle Metalle. 1875–1900. Selbstverlag, Wien 1978, ISBN 3-900282-05-6.
- Reinhard W. Sänger: Das deutsche Silber-Besteck. Biedermeier – Historismus – Jugendstil  (1805–1918). Firmen, Techniken, Designer und Dekore. Arnold, Stuttgart 1991, ISBN 3-925369-10-4, S. 271–281: Markenverzeichnis (Zugleich: Bonn, Universität, Dissertation, 1982).
- Ulrike von Hase: Schmuck in Deutschland und Österreich 1895–1914. Symbolismus, Jugendstil, Neohistorismus (= Materialien zur Kunst des 19. Jahrhunderts. Bd. 24). Prestel, München 1977, ISBN 3-7913-0385-6, S. 372–477: Markenverzeichnis.
- Wolfgang Scheffler: Goldschmiede Hessens. Daten, Werke, Zeichen. De Gruyter, Berlin u. a. 1976, ISBN 3-11-005856-1.
- Wolfgang Scheffler: Goldschmiede Mittel- und Nordostdeutschlands. Von Wernigerode bis Lauenburg in Pommern. Daten, Werke, Zeichen. De Gruyter, Berlin u. a. 1980, ISBN 3-11-007608-X.
- Wolfgang Scheffler: Goldschmiede Niedersachsens. Daten, Werke, Zeichen. 2 Bände. De Gruyter, Berlin 1965.
- Wolfgang Scheffler: Goldschmiede Rheinland-Westfalens. Daten, Werke, Zeichen. 2 Bände. De Gruyter, Berlin u. a. 1973, ISBN 3-11-003842-0.
- Wolfgang Scheffler: Goldschmiede Oberfrankens. Daten, Werke, Zeichen. De Gruyter, Berlin u. a. 1989, ISBN 3-11-011571-9.
- Wolfgang Scheffler: Goldschmiede des Ostallgäus (zwischen Iller und Lech). Daten, Werke, Zeichen. Verlag Kunst und Antiquitäten, Hannover 1981, ISBN 3-921811-12-0.
- Horst H. Arians: Riechdosen und Kleinsilber aus Ostfriesland, 2. Auflage, Aurich 2018 (mit Meister- und Markenverzeichnissen auf S. 444-482).
- Wolfgang Scheffler: Goldschmiede Ostpreussens. Daten, Werke, Zeichen. De Gruyter, Berlin u. a. 1983, ISBN 3-11-008900-9.
- Wolfgang Scheffler: Goldschmiede an Rhein und Neckar. Daten, Werke, Zeichen. Vorläufige Ermittlungen. Verlag Kunst und Antiquitäten, Hannover 1977, ISBN 3-921811-01-5.
- Carl Wilhelm Clasen: Rheinische Silbermarken. Die Marken und Werke der rheinischen Goldschmiede. CMZ-Verlag, Rheinbach-Merzbach 1986, ISBN 3-922584-48-9.
- Erwin Hintze: Schlesische Goldschmiede. In: Schlesiens Vorzeit in Bild und Schrift. NF Bd. 6, 1912, ISSN 0259-7861, S. 93–138 und NF Bd. 7, S. 135–175 (Sonderabdrucke Breslau 1912 und 1916; Nachdruck der Ausgabe 1912–1916, erweitert durch ein Personen- und Markenregister. Zeller, Osnabrück 1979, ISBN 3-535-02431-5).
- Rainer Lemor: Mondsichel und Sonne. Kassel 2011. Band 1: Die Gold- und Silberschmiedebranche in Schlesien mit ihren Betrieben in den Provinzstädten 1888–1945. Band 2: Rainer Lemor, Rainer Sachs: Die Juweliere, Gold- und Silberschmiede in Breslau 1888–1945.
- Rainer Lemor, Martin Kügler: Silber aus Schlesien 1871–1945. Katalog Schlesisches Museum, Görlitz 2010. Mit Herstellermarken/Stempeln.
- Hubert Stierling: Goldschmiedezeichen von Altona bis Tondern (= Der Silberschmuck der Nordseeküste. Hauptsächlich in Schleswig-Holstein. Bd. 2). Wachholtz, Neumünster 1955 (westliches Schleswig-Holstein).
- Bernt Zeitzschel: Die Gold- und Silberschmiede im östlichen Schleswig-Holstein von Flensburg bis Burg auf Fehmarn. Wachholtz, Neumünster 1998, ISBN 3-529-06126-3.

### Markenverzeichnisse zu einzelnen Städten
- Helmut Seling: Die Kunst der Augsburger Goldschmiede 1529–1868. Meister – Marken – Werke. Band 3: Meister, Marken, Beschauzeichen. Beck, München 1980, ISBN 3-406-05729-2 und Band 3, Supplement. Beck, München 1994, ISBN 3-406-37807-2.
- Götz J. Pfeiffer: Goldschmiede in (Bad) Hersfeld vom 16. bis in das 20. Jahrhundert. Personen, Werke, Zusammenhänge. In: Zeitschrift des Vereins für Hessische Geschichte und Landeskunde. Band 125, 2020, S. 69–88.
- Wolfgang Scheffler: Berliner Goldschmiede. Daten, Werke, Zeichen. Hessling, Berlin 1968.
- Gerd Spies: Braunschweiger Goldschmiede. Geschichte – Werke – Meister und Marken. 3 Bände. Klinkhardt & Biermann, München u. a. 1996, ISBN 3-7814-0393-9.
- Alfred Löhr: Bremer Silber. Von den Anfängen bis zum Jugendstil (= Hefte des Focke-Museums. Nr. 59, ZDB-ID 17580-8). Bremer Landesmuseum für Kunst- und Kulturgeschichte, Bremen 1981.
- Rainer Lemor, Rainer Sachs: Die Juweliere, Gold- und Silberschmiede in Breslau 1888-1945. Kassel 2011 (= Mondsichel und Sonne. Band 2.)
- Erwin Hintze: Die Breslauer Goldschmiede. Eine archivalische Studie. Hiersemann in Kommission, Breslau 1906.
- Wolfgang Scheffler: Celler Silber. Formenfibel einer niedersächsischen Residenzstadt. Bomann-Museum, Celle 1988.
- Heiner Meininghaus: Goldschmiedemarken: Neue Forschungsergebnisse. Teil 35: Eichstätt. In: Weltkunst. Bd. 70, 2000, ISSN 0043-261X, S. 1366–1368.
- Hans Georg Schönfeld: Die Eutiner Goldschmiede. Geschichte, Daten, Werke, Zeichen. Ein Beitrag zur Geschichte des Goldschmiedehandwerks der Eutiner Residenz von seinen Anfängen bis zum Beginn des Industriezeitalters. Wachholtz, Neumünster 1975, ISBN 3-529-6151-4.
- Erich Schliemann, Bernhard Heitmann u. a.: Die Goldschmiede Hamburgs. 3 Bände. Schliemann, Hamburg 1985.
- Silber aus Hanau: https://silbersuite.de/silber-aus-hanau.html
- Heiner Meininghaus: Die Ingolstädter Goldschmiedemerkzeichen. In: Sammelblatt des Historischen Vereins Ingolstadt. Bd. 105, 1996, 139–153, Digitalisat.
- Johannes Warncke: Die Edelschmiede in Lübeck und ihre Meister (= Veröffentlichungen zur Geschichte der Freien und Hansestadt Lübeck. Bd. 8, ZDB-ID 520795-2). M. Schmidt-Römhild, Lübeck 1927.
- Björn R. Kommer, Marina Kommer: Lübecker Silber 1781–1871 (= Veröffentlichungen zur Geschichte der Hansestadt Lübeck. Reihe B, 3). Schmidt-Römhild, Lübeck 1978, ISBN 3-7950-0049-1.
- Sigrid Bösken: Die Mainzer Goldschmiedezunft. Ihre Meister und deren Werke vom Ende des 15. bis zum ausgehenden 18. Jahrhundert. (= Beiträge zur Geschichte der Stadt Mainz. Bd. 21, ISSN 0405-1998). Stadtbibliothek, Mainz 1971 (Zugleich: Mainz, Universität, Dissertation, 1969).
- Karin Teppe (Red.): Nürnberger Goldschmiedekunst 1541–1868. Band 1: Meister – Werke – Marken. 2 Teilbände (Tlbd. 1: Text. Tlbd. 2: Tafeln.) Germanisches Nationalmuseum, Nürnberg 2007, ISBN 978-3-936688-17-7 (Teilbd. 1), ISBN 978-3-936688-18-4 (Teilbd. 2).
- Götz J. Pfeiffer: Goldschmiede in Rotenburg an der Fulda zwischen 30-jährigem Krieg und Reichsgründung. Personen, Werke, Zusammenhänge.  In: Rund um den Alheimer. Band 39, 2018, S. 38-47 (Teil 1), und Band 40, 2019, S. 15–24 (Teil 2).
- Carl-Wilhelm Clasen: Stader Silber. Das Goldschmiedeamt zu Stade (= Einzelschriften des Stader Geschichts- und Heimatvereins. Bd. 15, ISSN 0585-0037). Stader Geschichts- und Heimatverein, Stade 1962.
- Jens H. Fischer: Geschichte der Weißenfelser Goldschmiede. Band 1: Von den Anfängen bis Ende des Herzogtums Sachsen-Weißenfels. Überarbeitete und ergänzte Auflage. Selbstverlag, Weißenfels 2006, ISBN 3-00-008775-3.
- Waltraud Neuwirth: Lexikon Wiener Gold- und Silberschmiede und ihre Punzen. 1867–1922 2 Bände. Selbstverlag, Wien 1976, ISBN 3-900282-00-5.
- Götz J. Pfeiffer: Goldschmiede des Barock in Ziegenhain. Johann Christoph Wolff, Johann Michael Pletong und Johann Andreas Siegfried. In: Schwälmer Jahrbuch. 2020, S. 72–78.

### Handbücher zu ausländischen Marken
- Marc Rosenberg: Der Goldschmiede Merkzeichen. Band 4: Ausland und Byzanz. 3., erweiterte und illustrierte Auflage. Frankfurter Verlags-Anstalt, Frankfurt am Main 1928 (Ein grundlegendes Handbuch, auch als Reprint erschienen).
- Jan Divis: Silberstempel aus aller Welt. Katalog der Silber-Prägezeichen zur schnellen Zuordnung von Kunstwerken und Alltagsgegenständen. 7. Auflage. Battenberg, Regenstauf 2010, ISBN 978-3-86646-065-2 (Marken von Städten und Ländern sowie Auswahl von US-amerikanischen Werkstattmarken).
- Tardy (d. i.: Henri Lengellé): International hallmarks on silver. 5th edition, reprint. Tardy, Paris 2005.
- W.Neumann: Verzeichnis baltischer Goldschmiede . Ihre Merkzeichen und Werke. Riga 1905.
- E. Seuberlich: Beiträge zur Geschichte der baltischen Silberschmiede, Riga 1912
- Annelore Leistikow: Baltisches Silber, Lüneburg 1996.
- R. Stuyck: Belgische zilvermerken. = Poinçons d'argenterie belges. Weesp u. a., Antwerpen 1984, ISBN 90-02-14556-X.
- Christen Anton Bøje: Danske Guld og Sølv Smedemaerker før 1870 (Politikens Håndbøger. Bd. 53, ZDB-ID 1267117-4). 2. Auflage. Politikens Forlag, Kopenhagen 1962.
- Judith Banister (Hrsg.): English Silver Hall-marks. With Lists of English, Scottish and Irish Hall-marks and Makers Marks. Foulsham, London 1970, ISBN 0-572-00674-8.
- Arthur Grimwade: London Goldsmiths 1697–1837. Their Marks and Lives from the Original Registers at Goldsmith’s Hall and other Sources. 3rd edition. Faber & Faber, London 1990, ISBN 0-571-15238-4.
- Charles James Jackson: English Goldsmiths and their Marks. A History of the Goldsmiths and Plate Workers of England, Scotland, and Ireland. 2nd edition, revised and enlarged. Dover Publications, New York NY 1964.
- Emile Beuque, Marcel Frapsauce: Dictionnaire des Poinçons de maîtres-orfèvres français du 14e siècle à 1838. Auteurs, Paris 1929 (Neudruck.  de Noble, Paris 1964).
- Henri Nocq:  Les poinçons de Paris, repertoire des maîtres-orfèvres de la juridiction de Paris depuis le Moyen Âge jusqu'à la fin du 18e siècle. 5 Bände. H. Floury, Paris 1926–1931.
- Elias Voet: Nederlandse Goud- en Zilvermerken. 1445–1951. 2e vermeerderde druk. Nijhoff, ’s-Gravenhage 1951 (3. druk. ebenda 1963).
- Christian M. Baur (Hrsg.): Meister & Marken auf Old Sheffield Plate und Electro Plate. (Baur’s Markenlexikon). ARS-Verlag, München 2011, ISBN 978-3-9814009-5-3 (Für englische, versilberte Objekte von 1743–1936).